# Liste des maires de St. Catharines
Cette liste recense les maires de St. Catharines, Ontario, Canada.

## Maires
| Maire | Maire                       | Début    | Fin      | Ref    |
| ----- | --------------------------- | -------- | -------- | ------ |
| 1     | Alpheus Spencer St. John    | 1845     | 1845     |        |
| 2     | Elias Smith Adams           | 1846     | 1849     |        |
| 3     | Bernard Foley               | 1850     | 1850     |        |
| 4     | Eleazer Williams Stephenson | 1851     | 1852     |        |
| (2)   | Elias Smith Adams           | 1852     | 1859     |        |
| 5     | James Currie (en)           | 1860     | 1862     |        |
| 6     | William McGiverin           | 1863     | 1863     |        |
| 7     | William Morgan Eccles       | 1864     | 1865     |        |
| 8     | Thomas Burns                | 1866     | 1868     |        |
| (5)   | James Currie                | 1869     | 1870     |        |
| 9     | Patrick Marren              | 1871     | 1871     |        |
| 10    | Henry Haight Collier        | 1872     | 1873     |        |
| 11    | James Norris                | 1874     | 1874     |        |
| 12    | James A. Douglas            | 1875     | 1876     | [ 1 ]  |
| 13    | Calvin Ernest Brown         | 1876     | 1877     |        |
| 14    | Lucius Sterne Oille         | 1878     | 1878     | [ 2 ]  |
| 15    | Henry Carlisle              | 1879     | 1881     |        |
| 16    | Patrick Larkin (en)         | 1882     | 1883     | [ 3 ]  |
| 17    | Roswell Hinman Smith        | 1884     | 1884     |        |
| 18    | Henry Albert King           | 1885     | 1886     |        |
| 19    | John Evers Cuffe            | 1887     | 1888     |        |
| 20    | John Brewer McIntyre        | 1889     | 1890     |        |
| 21    | Edwin Goodman               | 1891     | 1892     |        |
| 22    | Donald Robertson            | 1893     | 1894     |        |
| 23    | John Charles Rykert         | 1895     | 1896     |        |
| 24    | William Beamer Gilleland    | 1897     | 1898     |        |
| 25    | Michael Yates Keating       | 1899     | 1900     |        |
| (20)  | John Brewer McIntyre        | 1901     | 1902     |        |
| 26    | William Bartlett Burgoyne   | 1903     | 1903     |        |
| 27    | Alexander William Marquis   | 1904     | 1904     |        |
| 28    | Theodore Sweet              | 1905     | 1905     |        |
| 29    | Andrew Riddell              | 1906     | 1907     | [ 4 ]  |
| 30    | John Samuel Campbell        | 1908     | 1909     |        |
| 31    | James Maitland McBride      | 1910     | 1911     |        |
| 32    | William Hamilton Merritt    | 1912     | 1913     |        |
| 33    | James Thomas Petrie         | 1914     | 1915     |        |
| (26)  | William Bartlett Burgoyne   | 1916     | 1917     |        |
| 34    | James Alexander Wiley       | 1918     | 1918     |        |
| 35    | John Melbourne Elson        | 1919     | 1919     |        |
| 36    | Edwin John Lovelace         | 1920     | 1921     |        |
| 37    | Edwin Cyrus Graves (en)     | 1922     | 1922     | [ 5 ]  |
| (36)  | Edwin John Lovelace         | Jan 1923 | Apr 1923 |        |
| 38    | Howard Eugene Rose          | Apr 1923 | Dec 1923 |        |
| 39    | Jacob Smith                 | 1924     | 1927     |        |
| 40    | John David Wright           | 1928     | 1929     | [ 6 ]  |
| 41    | Frank McCordick             | 1930     | 1931     | [ 7 ]  |
| 42    | Frederick Avery             | 1932     | 1934     | [ 8 ]  |
| 43    | Norman Lockhart             | 1935     | 1935     | [ 9 ]  |
| 44    | Walter Westwood             | 1936     | 1936     | [ 10 ] |
| (40)  | John David Wright           | 1937     | 1938     | [ 11 ] |
| 45    | Charles Daley (en)          | 1939     | 1943     | [ 12 ] |
| 46    | William John Macdonald      | 1943     | 1948     | [ 13 ] |
| 47    | Richard Robertson           | 1949     | 1951     | [ 14 ] |
| 48    | John Franklin               | 1952     | 1953     | [ 15 ] |
| 49    | John Smith                  | 1954     | 1957     | [ 16 ] |
| (48)  | Arthur Franklin             | 1958     | 1958     | [ 17 ] |
| 50    | Wilfrid Bald                | 1959     | 1960     | [ 18 ] |
| 51    | Ivan Buchanan               | 1961     | 1964     | [ 19 ] |
| 52    | Robert Mercer Johnston      | 1965     | 1968     | [ 20 ] |
| 53    | Mackenzie Chown             | 1968     | 1972     | [ 21 ] |
| 54    | Joseph Reid (en)            | 1973     | 1976     | [ 22 ] |
| 55    | Roy Adams                   | 1976     | 1985     | [ 23 ] |
| 56    | Joe McCaffery               | 1985     | 1994     | [ 24 ] |
| 57    | Alan Unwin (en)             | 1994     | 1997     | [ 25 ] |
| 58    | Tim Rigby (en)              | 1997     | 2006     | [ 26 ] |
| 59    | Brian McMullan (en)         | 2006     | 2014     | [ 27 ] |
| 60    | Walter Sendzik (en)         | 2014     | 2022     | [ 28 ] |
| 61    | Mat Siscoe (en)             | 2022     | actuel   | [ 29 ] |